# Clemente de Maugny
Giuseppe Maria Clemente de Nicod di Neuvecelle e di Maugny (Maugny, 22 aprile 1798 – Chambéry, 30 agosto 1859) è stato un politico e generale francese, già distintosi come ufficiale dell'Armata Sarda nel corso delle guerre napoleoniche. Partecipò alla prima guerra d'indipendenza italiana, e fu governatore della Savoia (14 agosto 1848-febbraio 1849). Il nuovo re Vittorio Emanuele II gli conferì la carica di Senatore del Regno di Sardegna il 17 ottobre 1848, la Gran croce dell'Ordine dei Santi Maurizio e Lazzaro il 9 marzo 1849, e di generale d'armata nel 1853. Commendatore dell'Ordine della Legion d'Onore e Gran Cordone dell'Ordine imperiale di Leopoldo per l'Impero d'Austria.

## Biografia
Nacque a Maugny il 22 aprile 1798, ottavo di dodici figli di Jean Louis e di Anna Maria Francesca de Machard de Chassay. Il 10 gennaio 1814 si arruolò nei volontari savoiardi, e il 1 luglio successivo entrò in servizio come sottotenente nel Reggimento provinciale di Savoia.
Promosso tenente d'ordinanza il 25 giugno 1815, partecipò alle operazioni militari contro la Francia durante i Cento Giorni di Napoleone Bonaparte. Divenuto capitano nella Brigata Savoia il 16 dicembre 1818, transitò con lo stesso grado nel corpo dei granatieri il 25 gennaio 1825. Promosso maggiore nella Brigata Granatieri Guardie il 29 gennaio 1827, fu decorato con la Croce di Cavaliere dell'Ordine dei Santi Maurizio e Lazzaro il 6 agosto 1831, per i suoi lunghi, fedeli e distinti servizi, e divenne tenente colonnello il 21 novembre dello stesso anno, in forza al 2º Reggimento fanteria della Brigata Savoia. Cavaliere dell'Ordine imperiale di Leopoldo d'Austria per i servizi resi nel 1814 mentre faceva parte dell'Armata austro-sarda il 30 marzo 1836, venne promosso maggior generale comandante la Brigata Acqui il 1 ottobre 1839. Il 2 aprile 1840, mantenendo il comando della Brigata Acqui venne nominato tenente delle Guardie del Corpo del Re Carlo Alberto di Savoia, il quale aveva in lui grande amicizia, tanto da nominarlo conte il 5 novembre 1842. Il 22 settembre 1846 venne collocato in aspettativa per motivi di salute, e il 6 aprile 1848 fu richiamato in servizio e nominato comandante della Brigata Pinerolo con la nomina a tenente generale. Partecipò alla prima guerra d'indipendenza italiana, e il 14 agosto 1848 fu nominato governatore della Savoia, incarico che ricoprì sino al febbraio 1849. Il nuovo re Vittorio Emanuele II gli conferì la carica di Senatore del Regno di Sardegna il 17 ottobre 1848, la Gran croce dell'Ordine dei Santi Maurizio e Lazzaro il 9 marzo 1849, e di generale d'armata nel 1853. Commendatore dell'Ordine della Legion d'Onore per la Francia e nel 1855 Gran Cordone dell'Ordine imperiale di Leopoldo per l'Impero d'Austria. Si spense a Chambéry il 30 agosto 1859. Sposato con Léontine de Fortis, dama di palazzo della regina Maria Adelaide, dalla quale ebbe tre figli.

### Fonti
1. 1 2 3 4 5 6 7 8  Ilari, Shamà 2008, p. 350.
2. ↑  Lo Faso di Serradifalco 2016, p. 306.
3. 1 2 3  Di Pietrantonio 2020, p. 68.
4. 1 2 3 4  Di Pietrantonio 2020, p. 69.
5. ↑  Lo Faso di Serradifalco 2016, p. 307.